# Акопян-Тамарина, Нелли Суреновна
Нелли Суреновна Акопян-Тамарина (5 января 1941, Москва — 19 июня 2025) — российская и британская пианистка, педагог.

## Биография
В возрасте девяти исполняла концерты Гайдна с оркестром. Окончила Центральную музыкальную школу (класс Анаиды Сумбатян), затем Московскую консерваторию (1964), где стала одной из последних учениц Александра Гольденвейзера и первой ученицей Дмитрия Башкирова. Ещё студенткой выиграла в 1963 году Международный конкурс имени Роберта Шумана в ГДР, затем в 1974 году была удостоена там же Премии Роберта Шумана как преданная исполнительница шумановского репертуара. Была также известна как интерпретатор произведений Фридерика Шопена и Иоганнеса Брамса.
В 1970-е гг. исполнительская карьера Акопян была в значительной степени заблокирована властями из-за того, что её сестра подала документы на выезд из СССР в Израиль. Затем ей удалось выехать в Прагу, где она посвятила себя преимущественно педагогической деятельности, а также занималась живописью. В дальнейшем Акопян-Тамарина обосновалась в Великобритании и вернулась к концертной деятельности. В 2002 году она после 25-летнего перерыва выступила в Москве. Положительную оценку критики получило и выступление пианистки в Киеве в 2006 году:

Нелли Акопян-Тамарина выписала шумановский Фортепианный концерт максимально насыщенными красками. В её исполнении все казалось значительно преувеличенным, будто показанным в замедленной съемке, а детали пассажей или мелизмов приобретали редко присущий им вес.

Концертировала в Великобритании.
Скончалась 19 июня 2025 года после продолжительной болезни.